# بيل ميتشيل (سياسي)
بيل ميتشيل (بالإنجليزية: Bill Mitchell)‏ هو سياسي أمريكي، ولد في 29 مارس 1960 في ديكادور في الولايات المتحدة. حزبياً، نشط في الحزب الجمهوري. وقد انتخب عضو مجلس نواب إلينوي.